# Panel trasero ATX

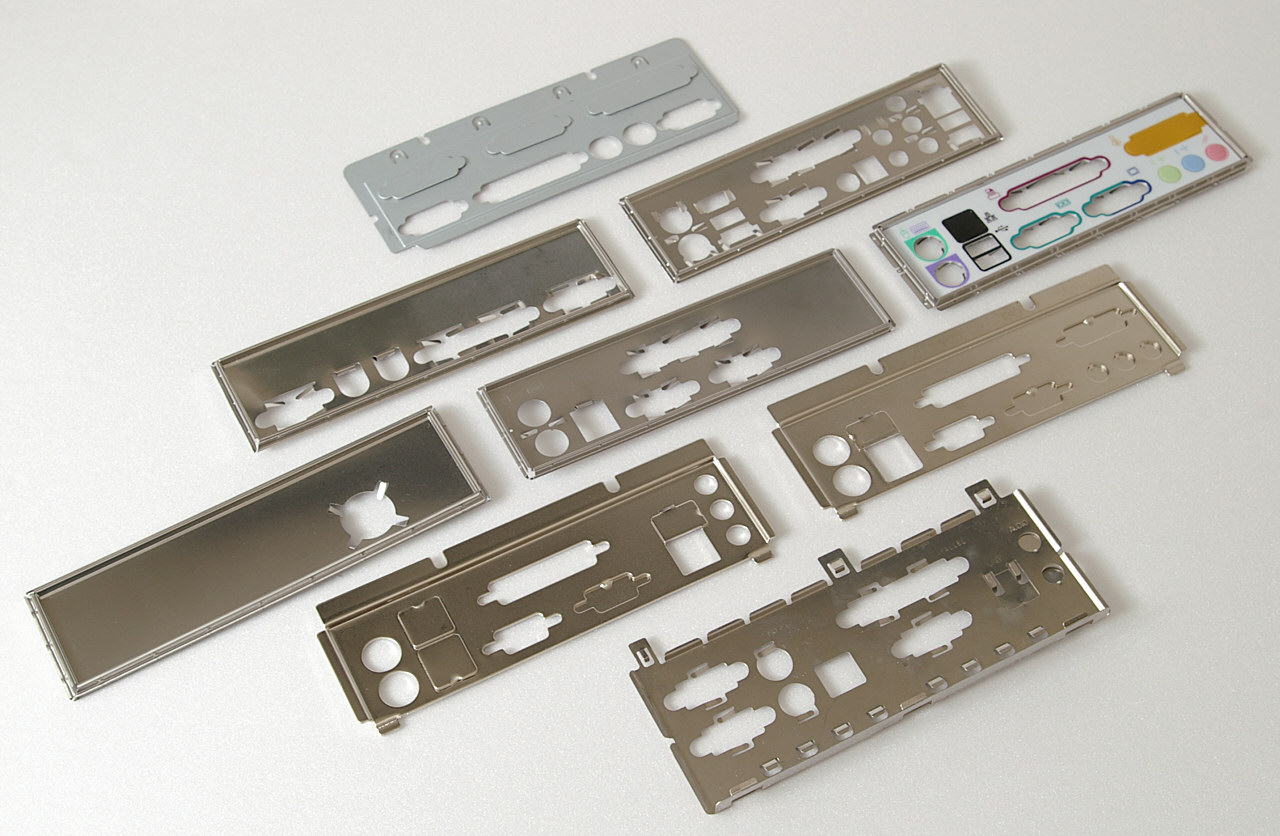
Varios backplate

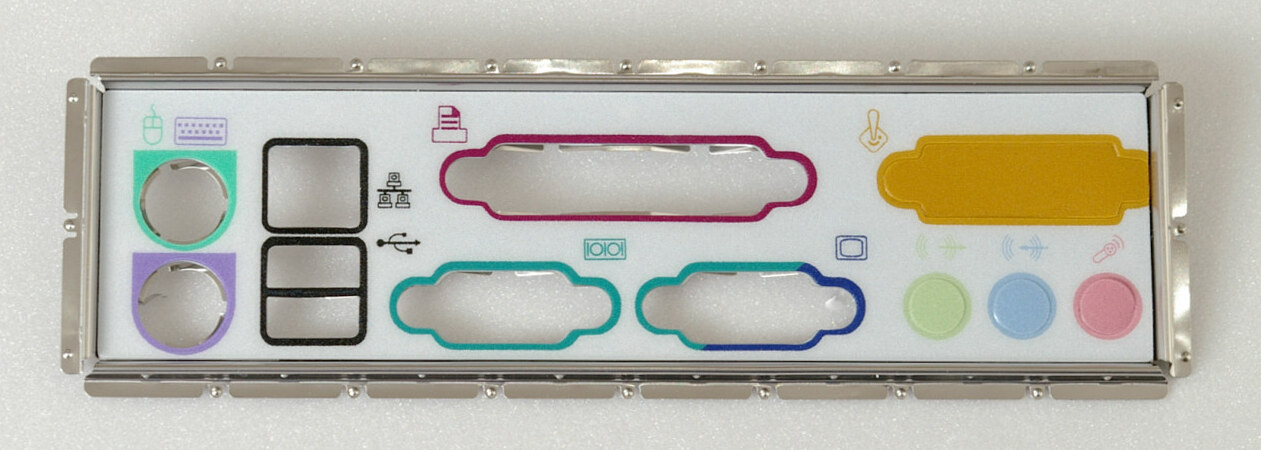
Backplate ATX con huecos para puertos PS/2, RJ-45, 2 USB, puerto paralelo y debajo puerto serie y conector VGA y bloque de la tarjeta de sonido con el puerto de joystick y las tres conexiones de sonido principales

El panel trasero, placa I/O placa de conectores o backplate es una zona de la placa madre donde se concentran los conectores y suele acompañarse de una placa metálica (mayoritariamente de aluminio) de 158.75 x 44.45 mm dotada de unos enganches que permiten trabarse con la zona de la caja prevista para ese panel en el extremo izquierdo de la placa.
Con la llegada del formato ATX, se hicieron algunos cambios importantes en la parte trasera de la torre. Las torres de tipo AT tenían solamente un hueco circular para el conector DIN del teclado externo y rendijas de expansión para las tarjetas de ampliación. Cualquier otra interfaz incorporada en la placa base (como los puertos serie, puerto paralelo, vídeo integrado, USB, etc.) tenían que conectarse a través de cable cinta que se ubicaban en huecos de la torre o en paneles metálicos provistos por la torre o en soportes metálicos ubicados en las ranuras no utilizadas, lo que traía problemas de ventilación. El estándar ATX permitió que cada fabricante de placa madre ubicara estos puertos en un panel rectangular en la parte trasera del sistema con una configuración más o menos estandarizada.
Las torres traían al principio un panel de hojalata que había que romper, que se sustituye por uno removible con los conectores coloreados según la norma PC 99
- Puerto de teclado PS/2
- Puerto de ratón PS/2
- RJ-45
- Conectores USB: 2 USB 2.0
- Puerto serie RS-232 un conector DE-9
- Puerto paralelo IEEE 1284 un conector DB-25
- VGA un conector DE-15
- IEEE 1394 de 6 pines
- DA-15 del puerto de juegos/MIDI
- 3 minijacks para micrófono (rosa), entrada de audio de nivel de línea (azul claro) y auriculares (verde lima)

Al ir quedando obsoletos conexiones como PS/2, puerto serie RS-232 o el puerto paralelo IEEE 1284 en favor de USB y se van incorporando nuevas conexiones como FireWire, eSATA, DVI, HDMI, DisplayPort, audio SPDF, Thunderbolt, puertos USB con mayores prestaciones... unos con recorrido corto, otros con puesto reservado por al menos una década, se abandona el incluirlo con la caja.
Cada placa madre viene actualmente con su panel personalizado, que sigue respetando algunas conexiones como situar dos puertos USB por debajo de cada RJ-45 o situar los conectores de video debajo del de puerto paralelo (caso de haberlo) y situar los conectores de sonido en el extremo derecho, por optimizar la ventilación de la caja. Incluso placas con formato propietario, como muchas de Dell y Hewlett-Packard, con formatos diferentes o con procesadores no Intel 86 siguen esa costumbre, pues facilita tanto el encontrar una caja sustituta (mayor o más pequeña) como el agrupar las conexiones reduciendo el calor generado y pudiendo equipar a la torre con ventiladores adicionales.